# Милвил (Минесота)
Милвил (енгл. Millville) град је у америчкој савезној држави Минесота.

## Демографија
По попису из 2010. године број становника је 182, што је 4 (-2,2%) становника мање него 2000. године.
| Група             | 2000.       | 2010.       |
| Белци             | 172 (92,5%) | 178 (97,8%) |
| Афроамериканци    | 0 (0,0%)    | 0 (0,0%)    |
| Азијати           | 0 (0,0%)    | 0 (0,0%)    |
| Хиспаноамериканци | 9 (4,8%)    | 4 (2,2%)    |
| Укупно            | 186         | 182         |